# Arahuetes
Arahuetes is een gemeente in de Spaanse provincie Segovia in de regio Castilië en León met een oppervlakte van 16,36 km². Arahuetes telt 40 inwoners (1 januari 2016).

## Demografische ontwikkeling
Bron: INE, 1857-2011: volkstellingen
Opm.: in 1857 werd de gemeente Pajares de Pedraza aangehecht